# Geoff Jenkins

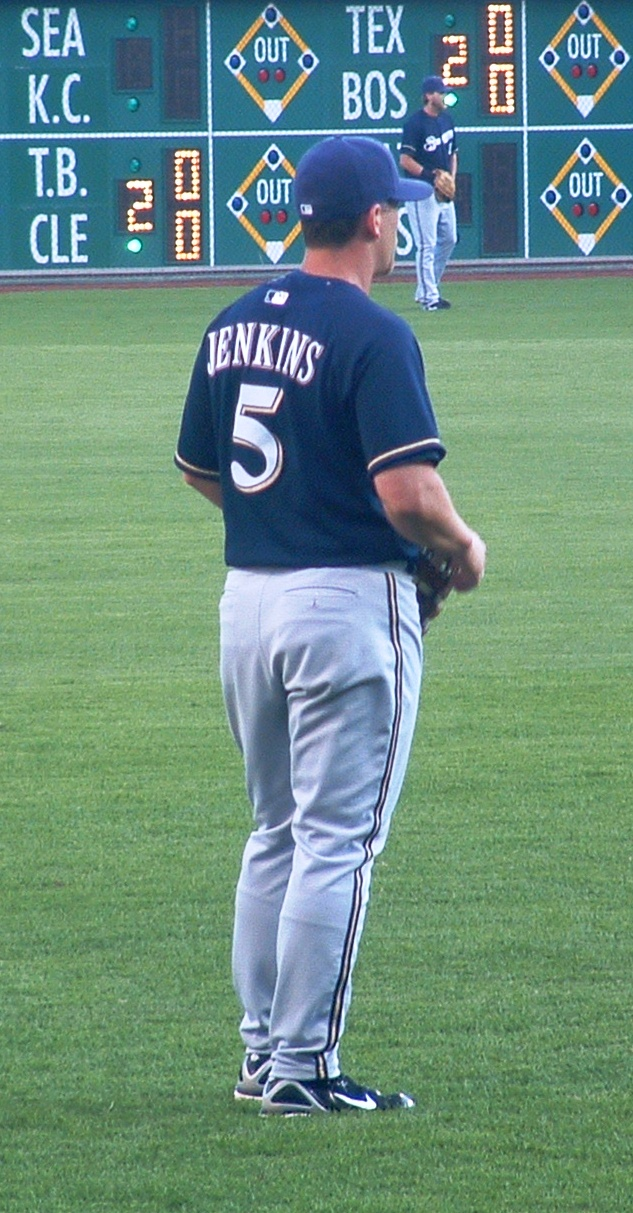

Geoff Jenkins (21 de julho de 1974) foi um jogador profissional de beisebol estadunidense.

## Carreira
Geoff Jenkins foi campeão da World Series 2008 jogando pelo Philadelphia Phillies. Na série de partidas decisiva, sua equipe venceu o Tampa Bay Rays por 4 jogos a 1.